# 荒木信子
荒木 信子（あらき のぶこ、1963年（昭和38年） - ）は、日本の翻訳家・韓国・朝鮮研究者。
1986年（昭和61年）、横浜市立大学文理学部国際関係課程を卒業。1990年（平成2年） - 1991年（平成3年）、韓国ソウル大学に留学。1992年（平成4年）、筑波大学大学院地域研究科東アジアコースを修了。修士論文は「韓国人の日本観」。

## 略歴
- 1963年：横浜生まれ[1]。
- 1986年：横浜市立大学文理学部国際関係課程卒業[2]。
- 1990年 - 1991年：韓国ソウル大学留学[1]。
- 1992年：筑波大学大学院地域研究科東アジアコース修了[2]。修士論文は、「韓国人の日本観」[2]。

## 著作

### 単著
- 『なぜ韓国は中国についていくのか　日本人が知らない中韓連携の深層』草思社、2014年4月。ISBN 978-4-7942-2049-3。 - 文献あり。
- 『韓国の「反日歴史認識」はどのように生まれたか　終戦から朝鮮戦争までの南朝鮮・韓国紙から読みとく』草思社、2023年4月。ISBN 978-4-7942-2639-6。

### 論説
- 荒木信子 著「「日帝は朝鮮語を抹殺した」と言われたら」、鄭大均、古田博司 編『韓国・北朝鮮の嘘を見破る　近現代史の争点30』文藝春秋〈文春新書〉、2006年8月。ISBN 4-16-660520-8。 - 荒木 (2006a)の再録。

### 翻訳
- 金完燮『親日派のための弁明』荒木和博と共訳、草思社、2002年7月。ISBN 4-7942-1152-X。
  - 金完燮『親日派のための弁明』荒木和博と監修・訳、星野知美 訳、扶桑社〈扶桑社文庫〉、2004年11月。ISBN 4-594-04833-1。
- 辺映昱『「偉大なる将軍様」のつくり方　写真で読み解く金正日のメディア戦略と権力の行方』荒木信子 訳、草思社、2010年1月。ISBN 978-4-7942-1742-4。
- 金基三『金大中　仮面の裏側　元韓国情報部員の告発』荒木信子 訳、草思社、2011年1月。ISBN 978-4-7942-1792-9。 - 原書タイトル：Testifying about Kim Dae-Jung and Republic of Korea.

### 編集協力
- 坪井幸生『ある朝鮮総督府警察官僚の回想』編著、草思社、2004年12月。ISBN 978-4-7942-1356-3。
- 朴贊雄『日本統治時代を肯定的に理解する　韓国の一知識人の回想』編・解説、草思社、2010年9月。ISBN 978-4-7942-1775-2。